# Чиконьоло
Чиконьоло (італ. Cicognolo) — муніципалітет в Італії, у регіоні Ломбардія,  провінція Кремона.
Чиконьоло розташоване на відстані близько 410 км на північний захід від Рима, 90 км на південний схід від Мілана, 14 км на схід від Кремони.
Населення — 978 осіб (2014).

## Демографія
Населення за роками:

Станом на 1 січня 2023 року в муніципалітеті офіційно проживало 146 іноземців з 17 країн, серед них 22 громадяни країн Євросоюзу та 2 громадяни України.

## Сусідні муніципалітети
- Каппелла-де'-Піченарді
- Пескароло-ед-Уніті
- П'єве-Сан-Джакомо
- Весковато